# Вольфганг фон Гронау
Ганс Вольфганг фон Гронау (нім. Hans Wolfgang von Gronau; 25 лютого 1893, Берлін — 17 березня 1977, Фрасдорф) — німецький льотчик і військовий дипломат, генерал-майор люфтваффе. Один із піонерів авіації.

## Біографія
1 квітня 1911 року поступив у ВМФ. Пройшов підготовку в військово-морському училищі і на важких крейсерах «Герта» і «Фон дер Танн». Учасник Першої світової війни, з 7 серпня 1914 року — ад'ютант на лінійному кораблі «Бранденбург». У березні-жовтні 1915 року пройшов льотну підготовку. Служив у морській авіації, в листопаді-грудні 1918 року — командир морської авіастанції у Вільгельмсгафені. 24 листопада 1919 року звільнений у відставку. 1.10.1926 очолив комерційну льотну школу в Ліст-ауф-Зильт. 
18 серпня 1930 року здійснив на летючому човні Dornier Do J (D-1422, на якому свого часу літав Руаль Амундсен) трансатлантичний переліт з Зильта до Нью-Йорка через Фарерські острови, Ісландію, Гренландію і Лабрадор, подолавши 7 520 кілометрів за 47 льотних годин.
21 липня 1932 року здійснив навколосвітній політ на Dornier Do J «Гренландський кит» з екіпажем з трьох осіб. Він вилетів з Ліст-ауф-Зильт, пролетів через Ісландію, Гренландію, Канаду, Алеути, Аляску, Курили, Японію, Китай, Філіппіни, Індонезію, Малакку, Бірму, Цейлон, Індію, Іран, Ірак, Кіпр, Грецію та Італію і, нарешті, приземлився в Боденському озері, подолавши понад 44 000 кілометрів.
1 квітня 1934 року став виконувачем обов'язків президента Німецького аероклубу. 1 січня 1939 року зарахований в люфтваффе і 15 квітня 1939 року призначений військово-повітряним аташе в складі німецького посольства в Токіо. Провів на цій посаді практично всю Другу світову війну і тільки 21 січня 1945 року зарахований в резерв, проте з причини неможливості переїзду до Німеччини залишився в Японії, де 8 травня 1945 року був інтернований японською владою. 16 серпня 1945 року взятий в полон американцями. 30 листопада 1947 року звільнений.

## Звання
- Морський кадет (1 квітня 1911)
- Фенріх-цур-зее (15 квітня 1912)
- Лейтенант-цур-зее (3 серпня 1914)
- Обер-лейтенант-цур-зее (26 квітня 1917)
- Гауптман резерву (1 березня 1936)
- Майор резерву (1 серпня 1937)
- Оберст-лейтенант (1 січня 1939)
- Оберст (1 січня 1940)
- Генерал-майор (1 липня 1943)

## Нагороди
- Князівський орден дому Гогенцоллернів, почесний хрест 3-го класу з короною (1914)
- Залізний хрест 2-го і 1-го класу
- Знак пілота ВМФ за польоти над морем
- Пам'ятний знак пілота (Пруссія)
- Численні відзнаки різних спортивних товариств Німеччини, серед них — відзнака Німецького автомобільного клубу (вересень 1930)
- Почесний громадянин громади Ліст-ауф-Зильт
- Трофей Гармона (США; 1932)
- Почесний хрест ветерана війни з мечами
- Німецький Олімпійський знак 1-го класу
- Орден Корони Італії, великий офіцерський хрест
- Медаль «За вислугу років у Вермахті» 4-го і 3-го класу (12 років)
- Пам'ятна медаль «2600 років Японії» (листопад 1940)
- Орден Вранішнього Сонця 3-го класу (Японія)
- Хрест Воєнних заслуг 2-го класу з мечами

## Вшанування пам'яті
- Меморіальний камінь в Ліст-ауф-Зильт на честь рекордного польоту.
- В містах Аугсбург, Вісбаден і Вупперталь є вулиці, названі на честь Гронау.
- На честь Гронау названі льодовик і гірський хребет в Гренландії.